# 1780
1780 (MDCCLXXX) a fost un an bisect al calendarului gregorian, care a început într-o zi de vineri.

## Evenimente
- A început al patrulea război anglo-olandez (1780-1784), și ultimul, între flotele navale ale Angliei și Provinciile Unite, încheiat cu victoria repurtată de Anglia, întărindu-și astfel statutul de putere navală.

## Arte, știință, literatură și filozofie
- Apare lucrarea "Încercare de istorie politică și naturală a Banatului Timișoarei" a lui Francesco Griselini, prima monografie a Banatului.

## Nașteri
- 7 martie: Alexandre Deschapelles, șahist francez (d. 1847)
- 11 martie: August Leopold Crelle, matematician, arhitect și inginer german (d. 1855)
- 18 martie: Miloș Obrenovici, Prinț al Serbiei (d. 1860)
- 29 martie: Jørgen Jürgensen, aventurier danez (d. 1841)
- 1 mai: Prințesa Augusta a Prusiei (d. 1841)
- 25 mai: Johannes Bückler, tâlhar german (d. 1803)
- 1 iunie: Carl von Clausewitz, militar, istoric și teoretician militar prusac (d. 1831)
- 7 iunie: Tudor Vladimirescu, om politic român, conducătorul Revoluției de la 1821 (d. 1821)
- 10 august: Pierre François Marie Auguste Dejean, entomolog francez (d. 1845)
- 19 august: Pierre-Jean de Béranger, poet și șansonetist francez (d. 1857)
- 29 august: Jean Auguste Ingres, pictor francez (d. 1867)
- 15 septembrie: Johann Peter Krafft, pictor german (d. 1856)
- 20 octombrie: Pauline Bonaparte, ducesă suverană de Guastalla, sora lui Napoleon (d. 1825)
- 26 decembrie: Mary Somerville, savant și scriitoare scoțiană (d. 1872)

### Nedatate
- Jean Laffite, pirat francez (d. 1825)

## Decese
- 13 ianuarie: Luise Amalie de Braunschweig-Wolfenbüttel, 57 ani (n. 1722)
- 18 februarie: Kristijonas Donelaitis, 66 ani, poet lituanian (n. 1714)
- 22 februarie: Francesco al III-lea d'Este (n. Francesco Maria d'Este), 81 ani (n. 1698)
- 26 martie: Karl I, Duce de Brunswick-Wolfenbüttel, 66 ani (n. 1713)
- 23 aprilie: Maria Antonia de Bavaria (n. Maria Antonia Walpurgis Symphorosa), 55 ani, regentă a Saxoniei (n. 1724)
- 23 septembrie: Ernest Frederic al III-lea, Duce de Saxa-Hildburghausen (n. Ernst Frederick Karl), 53 ani (n. 1727)
- 16 noiembrie: Nicolas Gilbert (n. Nicolas-Joseph-Florent Gilbert), 29 ani, poet francez (n. 1750)
- 29 noiembrie: Maria Tereza a Austriei (n. Maria Theresia Walburga Amalia Christina), 63 ani, împărăteasă habsburgică, arhiducesă de Austria, regina Ungariei și Boemiei (n. 1717)